# Personalismus
Der Begriff Personalismus leitet sich von der Person im philosophischen Sinn ab. Man versteht darunter eine philosophische Denkrichtung insbesondere des 20. Jahrhunderts, die aus dem christlich-humanistischen Weltbild hervorgegangen ist. Diese sieht das Personsein des Menschen als Kern des Humanismus. Damit versteht sich der Personalismus als kritische Alternative zu einseitig individualistischen und kollektivistischen (kommunistischen und faschistischen) Theorien. Personalistische Ansätze suchen einen „dritten Weg“ neben naturalistischen und sozialistischen Theorien, indem sie die Freiheit der Entscheidung zum Grundprinzip menschlichen Lebens erklären. Darüber hinaus betonen sie die geistige Dimension des menschlichen Lebens, das an Werten orientierte Wollen und Handeln des Einzelnen, sowie die Gemeinschaft als Fundament der Entwicklung jeder Person. Ihr Ziel ist durchaus praktischer Natur: die Veränderung der Gesellschaft. Ihr Verhältnis zur Autorität ist in der Regel positiv, wenn diese höhere geistige Werte vertritt.

## Philosophie
Im Kern der personalistischen Idee steht die Überzeugung, dass der Mensch sich wesentlich durch die Fähigkeit zu freier Entscheidung und Verantwortlichkeit für sein Handeln auszeichnet, und diese strukturelle Freiheit einen unveräußerlichen, höchsten Wert und Selbstzweck darstellt. Indem der Mensch von seiner Freiheit Gebrauch macht, bestimmt er sich selbst als Person und wird zum „Autor seiner Lebensgeschichte“ (Winfried Böhm). Die Person ist kein unsterblicher, unveränderlicher Wesenskern (i. S. v. Seele), sie offenbart sich nur in der gemeinschaftlichen Praxis menschlichen Denkens und Handelns. Personalität bedeutet in diesem Sinn die dynamische Seinsverfassung des Subjekts, das sich selbst durch Arbeit hervorbringt.
Der Unterschied zu einer reinen Subjekttheorie liegt darin, dass sich die Person erst und ausschließlich durch ihre Bezogenheit auf eine andere Person, d. h. in ihren sozialen Bezügen konstituieren und realisieren kann. Daher sind der Dialog, die Zusammenarbeit in Handlungsgemeinschaften, insbesondere aber der lebenslang zu gestaltende Bildungsprozess von personaler Erziehung und Sozialisation konstitutive Funktionen in der Theorie des Personalismus.
In Abgrenzung von empirischen Ansätzen, die den Menschen z. B. als biologisches Individuum oder als gesellschaftlichen Rollenspieler definieren, entzieht sich der Mensch als Person der Fremdbestimmung durch Natur und Gesellschaft, er erschafft sich in gewisser Weise selbst durch sein Handeln. Menschliche Freiheit und die damit einhergehende Verantwortung sind unveräußerlich, d. h. der Einzelne kann sich nicht von ihnen trennen. Diese Ansicht hat der Personalismus mit dem Existenzialismus gemeinsam. Während der Existenzialismus sich aber teilweise auf eine Beschreibung der Sinnlosigkeit des Daseins konzentriert, kommt es dem Personalismus darauf an, Werte zu leben bzw. hervorzubringen, die ein sinnvolles Dasein begründen können. Auf der Grenze stehen christliche Existenzialisten wie Blondel und Gabriel Marcel. Die ethischen Dimensionen der Person erstrecken sich (nach Paul Ricœur) auf drei Ebenen: dem Wunsch nach einem erfüllten Leben – mit und für die anderen – in gerechten Institutionen.
Der bekennende Katholik Jacques Maritain bietet eine umfassende Theorie des Personalismus. Besonders bei ihm stellt sich die Frage, ob der Personalismus von religiösen Voraussetzungen ablösbar ist. Tatsächlich sind die meisten Personalisten stark religiös. Auch beziehen sie sich oft auf die Methode der inneren Erfahrung (so Paul Ludwig Landsberg), womit sie für alle Empiriker nicht nachvollziehbare Aussagen machen.
Ein kritischer Personalismus verlegt sich auf die phänomenologische Bewertung empirischer Theorien. Erkenntnisse der Persönlichkeits-, Entwicklungs- und Sozialpsychologie werden auf ihre Bedeutung für personales Leben hin untersucht. Persönlichkeitsentwicklung erscheint als Weg, Verantwortung zu übernehmen.

## Personalisten
Eine der einflussreichsten Quellen der personalistischen Bewegung im 20. Jahrhundert (die den Begriff des Personalismus etablierte) war die Gruppe um Emmanuel Mounier in Frankreich, der als Verfasser des Personalistischen Manifests 1936, wie als Herausgeber der Zeitschrift Esprit bekannt wurde. Zum Kreis engagierter Denker um Mounier gehörten Jacques Maritain, Gabriel Marcel, Nikolai Berdjajew, René Biot, Jean Lacroix, Paul-Ludwig Landsberg, Louis Lavelle, Alexandre Marc und Louis Meylan.
Besonders in der christlichen Pädagogik waren personalistische Konzepte nach 1945 häufig vertreten. Nach der „empirischen Wende“ der Erziehungswissenschaften in den 1960er Jahren sind sie inzwischen aber seltener geworden. Genauso verhält es sich auch in der Psychologie.
Personalistische Positionen wurden in unterschiedlichen Zusammenhängen der Philosophiegeschichte vertreten durch:
- vor dem 20. Jahrhundert: Friedrich Schleiermacher, Antonio Rosmini, John Henry Newman, Charles Renouvier;
- im 20. Jahrhundert: Martin Buber (jüdisch), Max Scheler, Romano Guardini, Bostoner Personalismus (Borden Parker Bowne, Ralph Tyler Flewelling, Edgar Sheffield Brightman), Karol Wojtyła, Erich Fromm (psychoanalytisch), Joseph Seifert, Josef Speck, Paul Ricœur, Robert Spaemann;
- in psychologischen, pädagogischen oder weiteren Zusammenhängen: William Stern, Giuseppe Flores d’Arcais, Giuseppe Catalfamo, Karl Lugmayer, Daniel-Rops, Paulo Freire, Winfried Böhm, Martin Luther King, Jr., Humberto Maturana mit der Autopoiesis, Theodore Roszak (Ökopsychologie, Mensch und Erde auf dem Weg zur Einheit), Gerhard Danzer (Personale Medizin[6]).